# Соломонско какаду
Соломонското какаду (Cacatua ducorpsii) е вид птица от семейство Какадута (Cacatuidae).

## Разпространение
Видът е разпространен в Папуа Нова Гвинея и Соломоновите острови.